# Danni Miatke
Danni Miatke (Darwin (Australia), 29 de noviembre de 1987) es una nadadora australiana especializada en pruebas de estilo mariposa corta distancia, donde consiguió ser subcampeona mundial en 2007 en los 50 metros.

## Carrera deportiva
En el Campeonato Mundial de Natación de 2007 celebrado en Melbourne ganó la medalla de plata en los 50 metros estilo mariposa, con un tiempo de 26.05 segundos, tras la sueca Therese Alshammar  (oro con 25.91 segundos) y por delante de la neerlandesa Inge Dekker  (bronce con 26.11 segundos).